# Chiến tranh Hộ quốc
Hộ quốc chiến tranh (giản thể: 护国战争; phồn thể: 護國戰爭), hay còn được gọi là chiến tranh phản đế là một cuộc nội chiến đã diễn ra ở Trung Quốc giữa các năm 1915 và 1916. Nguyên nhân dẫn đến chiến tranh là việc Viên Thế Khải tự xưng Hoàng đế. Mới ba năm trước đó, triều đại cuối cùng của Trung Quốc, nhà Thanh đã bị lật đổ và nước Trung Hoa Dân Quốc được thành lập để thay thế. Theo sau hành động của Viên Thế Khải, các nhà lãnh đạo quân đội gồm Thái Ngạc, Đường Kế Nghiêu và Lý Liệt Quân tuyên bố Vân Nam độc lập và đưa quân đi đánh Viên. Quân của Viên Thế Khải đã bị thất trận một số lần khiến cho nhiều tỉnh khác ở phía nam cũng tuyên bố độc lập. Dưới áp lực lớn từ toàn bộ quốc gia, Viên Thế Khải buộc phải thoái vị và qua đời sau đó vài tháng.

## Nguyên nhân
Sau khi Viên Thế Khải cho ám sát nhà lãnh đạo xuất chúng Tống Giáo Nhân của Quốc Dân Đảng năm 1913, Tôn Dật Tiên đã phát động cuộc cách mạng thứ hai (tiếng Trung: 二次革命) chống Viên. Cách mạng thất bại, Tôn phải chạy sang Nhật trong khi Quốc Dân Đảng bị tan rã. Từ tháng 8 đến tháng 12 năm 1915, những người ủng hộ Viên bắt đầu kêu gọi phục hồi nền quân chủ ở Trung Quốc. Ngày 12 tháng 12, Viên tuyên bố bản thân mình làm Hoàng đế, lấy hiệu là Hồng Hiến. Đế quốc mới chính thức ra mắt ngày 1 tháng 1 năm 1916, khi Viên tiến hành nghi lễ lên ngôi.

## Chiến sự
Không lâu sau khi Viên Thế Khải tự xưng Hoàng đế, các tướng lĩnh quân sự Thái Ngạc và Đường Kế Nghiêu từ tỉnh Vân Nam tuyên bố tự trị ngày 25 tháng 12 tại thủ phủ Côn Minh. Họ tổ chức Hộ quốc quân và xuất chinh đánh Viên. Viên Thế Khải gửi 80.000 quân đi đánh Vân Nam nhưng quân đội của ông gặp thất bại nặng nề tại tỉnh Tứ Xuyên. Trước khi có thất bại này, các tỉnh Quý Châu và Quảng Tây đã tuyên bố tự trị khoảng giữa tháng 2 và tháng 3 năm 1916. Quảng Đông, Sơn Đông, Hồ Nam, Sơn Tây, Giang Tây và Giang Tô cũng làm theo và tuyên bố tự trị không lâu sau đó.